# Norges Sjakkforbund
Norges Sjakkforbund (kurz NSF; deutsch Norwegischer Schachbund) ist der nationale Schachverband in Norwegen. Der 1914 von sieben Vereinen gegründete Verband hat seinen Sitz im Sjakkontoret (Schachbüro) in Oslo. Er ist Mitglied des internationalen Schachverbandes FIDE, der European Chess Union und des Norwegischen Denksportbundes. Die rund 4000 Mitglieder des NSF (Stand 2021) sind in ca. 130 Vereinen aus 14 Schachkreisen aktiv. In der seit 1906 erscheinenden Mitgliedszeitung Norsk Sjakkblad, die sechsmal jährlich erscheint, werden Informationen zu den Turnieren veröffentlicht, die der Verband organisiert, darunter zu den nationalen Meisterschaften, zum Norges Grand Prix und zu den Schachligen.
Präsident des Norwegischen Schachbundes ist seit Juli 2021 Simen Agdestein, Generalsekretär seit Februar 2021 Eirik Natlandsmyr.